# Diplectrona exquisita
Diplectrona exquisita är en nattsländeart som beskrevs av Banks 1937. Diplectrona exquisita ingår i släktet Diplectrona och familjen ryssjenattsländor. Inga underarter finns listade i Catalogue of Life.